# Pascal Ory

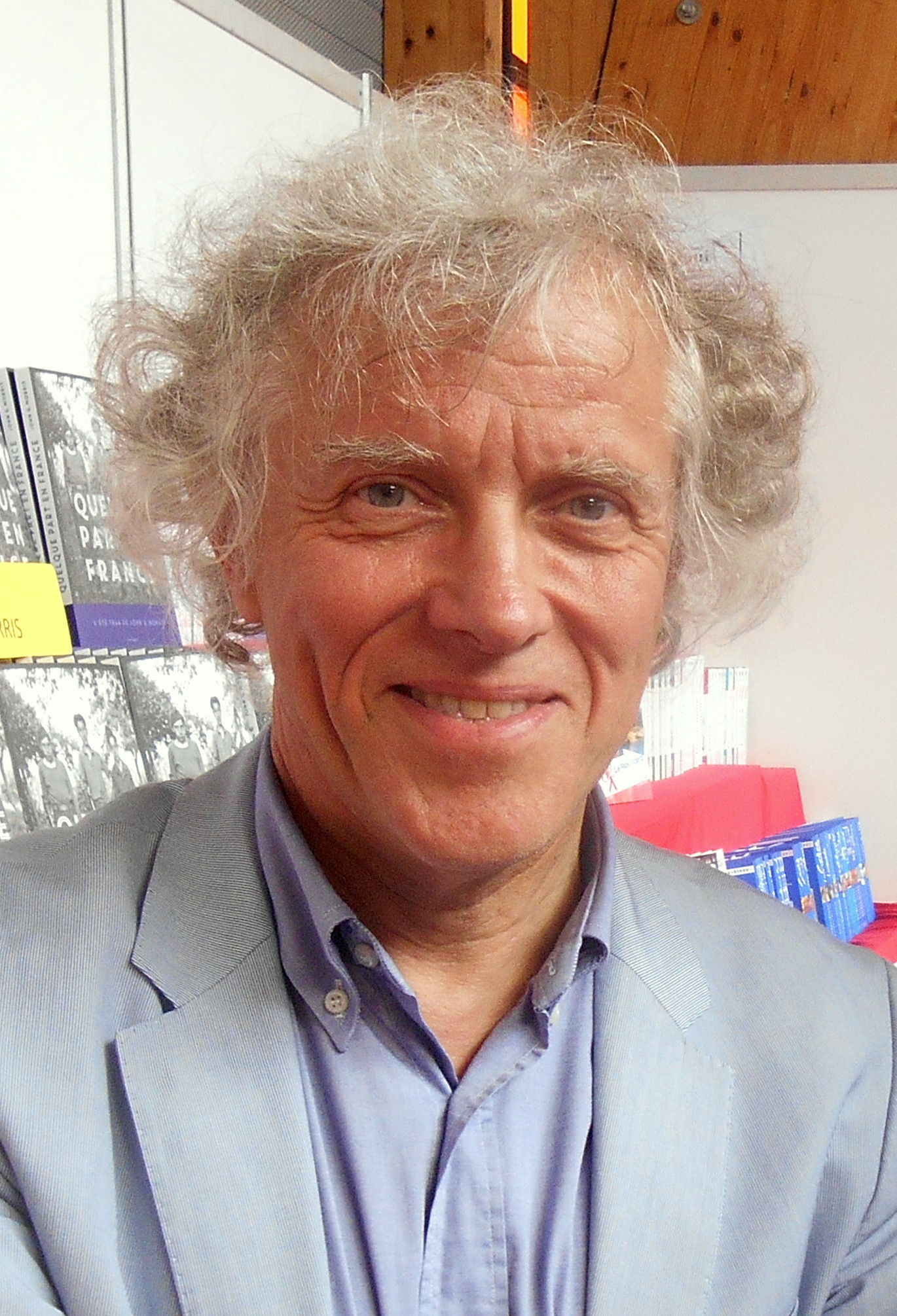
Pascal Ory (2014)

Pascal Ory (* 31. Juli 1948 in Fougères, Département Ille-et-Vilaine) ist ein französischer Historiker für Zeitgeschichte. Er ist Universitätsprofessor an der Université Paris 1 Panthéon-Sorbonne und seit 2021 Mitglied der Académie française.

## Leben
Pascal Ory wurde im bretonischen Fougères als Sohn eines Journalisten geboren. Er studierte Geschichte bei Jean Delumeau in Rennes und René Rémond in Nanterre. Nach einem Lehramtsreferendariat (1970–1972) und einer Tätigkeit als Assistent an der École supérieure de guerre (1972–1973) war er von 1973 bis 1976 Attaché de recherches beim CNRS und Stipendiat der Fondation Thiers am Institut de France. Von 1976 bis 1979 arbeitete er als Mittelschullehrer an einem Collège.
1976 wurde er Maître de conférences an der Elitehochschule Institut d’études politiques de Paris (SciencesPo) und verblieb bis 1998 in dieser Funktion. An der Universität Paris-Nanterre hatte er von 1979 bis 1991 eine Position als Assistent für Zeitgeschichte (Assistant d'histoire contemporaine) inne. Zudem war er Lehrbeauftragter am Institut national des langues et civilisations orientales (1987 bis 1992) und der Universität Paris-Dauphine (1991 bis 1995). Seit 1995 ist Ory Chargé de conférence an der École des Hautes Études en Sciences Sociales (Ehess). Von 1991 bis 1998 war er Universitätsprofessor an der Universität Versailles, seit 1997 ist er es an der Université Paris 1 Panthéon-Sorbonne.

## Leistungen

### Wissenschaftliche Tätigkeit
Ein bedeutender Teil von Orys wissenschaftlichem Werk behandelt die französische Geschichte der 1930er und 1940er Jahre, das heißt die Zeit des Front populaire sowie der deutschen Besatzung, des Vichy-Regimes und der Kollaboration im Zweiten Weltkrieg. Ory befasst sich aber auch mit zahlreichen Aspekten der Kulturgeschichte des 20. Jahrhunderts.

### Kultur und Medien
Als Liebhaber des frankobelgischen Comics führt er in der Literaturzeitschrift Lire eine Rubrik zu diesem Thema; ebenso ist er Vorsitzender der Jury des Prix de La Bande dessinée historique (Preis für historische Comics) des von Jack Lang gegründeten Geschichtsfestivals Rendez-vous de l’histoire de Blois.
Seit 1977 moderierte er im Radiosender France Culture eine Sendung zu aktuellen Themen. Auf derselben Station wurde auch ein 1983 von ihm geschriebenes Theaterstück mit dem Titel Mélancolies du 29 mai ausgestrahlt, in dem er den Mai 1968 thematisiert. Seit 1982 war er für das Fernsehen als Berater für historische Fragen tätig.
Seit Dezember 2021 ist Ory Vorsitzender des wissenschaftlichen Beirats der französischen Nationalbibliothek. Im Februar 2025 wurde sein Mandat erneuert.

### Politik
Von 1991 bis 1993 war er im Kabinett des Staatssekretärs für Großprojekte (Secrétaire d’état aux Grands Travaux) als Chargé de mission tätig, von 1995 bis 2001 als stellvertretender Bürgermeister von Chartres unter den Bürgermeistern Georges Lemoine und anschließend Jean-Louis Guillain (beide PS). 2011 wurde er in die wissenschaftliche Kommission (Comité d’orientation scientifique) des vom damaligen Staatspräsidenten Nicolas Sarkozy geplanten, unter Historikern umstrittenen und schließlich nicht realisierten historischen Museums Maison de l’histoire de France (deutsch Haus der Geschichte Frankreichs) berufen.

## Ehrungen und Auszeichnungen (Auswahl)
Ory ist Ritter der Ehrenlegion und des Ordre national du Mérite sowie Offizier des Ordre des Arts et des Lettres. 2018 wurde ihm für Peuple souverain. De la révolution populaire à la radicalité populiste und für sein Gesamtwerk der Grand Prix Gobert zugesprochen. Am 4. März 2021 wurde Ory als Nachfolger von François Weyergans (Fauteuil 32) in die Académie française aufgenommen.

## Werke (Auswahl)
- Les collaborateurs. Éditions du Seuil, Paris 1976 (französisch).
- La France allemande (1933–1945). Gallimard, Paris 1977 (französisch).
- L’aventure culturelle française 1945–1989. Flammarion, Paris 1989 (französisch).
- La Revue blanche. Histoire, anthologie, portraits, (mit Olivier Barrot), Paris, U.G.E. 10/18, 1989; durchgesehene und erweiterte Auflage, Paris, U.G.E. 10/18, 1994, ISBN 2-264-00168-2 (französisch).
- La Belle illusion. Culture et politique sous le signe du Front populaire, 1935–1938. Plon, Paris 1994 (französisch).
- Le petit nazi illustré. Vie et survie du Téméraire (1943–1944). Nautilus, Paris 2002 (französisch).
- Goscinny. La Liberté d’en rire. Perrin, Paris 2007 (französisch).